# Shoshone Mountains
Shoshone Mountains (česky Šošonské hory) je pohoří v centrální části Nevady, ve Spojených státech amerických. Leží v krajích Nye County a Lander County.
Nejvyšší horou je North Shoshone Peak (3 143 m). K dalším vrcholům náleží: South Shoshone Peak (3 067 m), Buffalo Mountain (2 754 m) nebo Mount Ardivey (2 867 m). Pohoří se rozkládá ze severu k jihu, má délku přes 200 km.
Název pohoří je podle indiánského národa Šošonů.